# Złota Owca
Złota Owca – dziewiąty album studyjny polskiego rapera Palucha, którego premiera odbyła się 24 listopada 2017 roku. Wydawnictwo ukazało się nakładem niezależnej wytwórni muzycznej B.O.R. Records.
Preorder płyty został wyprzedany w ilości 10 000 egzemplarzy, a tuż po weekendzie premierowym album uzyskał certyfikat złotej płyty.

## Lista utworów
| Nr  | Tytuł                                | Czas | Producent      |
| --- | ------------------------------------ | ---- | -------------- |
| 1.  | „Złota Owca”                         | 4:14 | Sergiusz       |
| 2.  | „Kontrola Jakości” (gośc. Szpaku)    | 4:10 | soSpecial      |
| 3.  | „Głód”                               | 3:14 | APmg           |
| 4.  | „Krótka piłka” (gośc. Sarius)        | 4:02 | WhiteHouse     |
| 5.  | „List w butelce”                     | 3:41 | Sergiusz       |
| 6.  | „Mam ten luksus” (gośc. Gedz, Kobik) | 3:48 | Michał Graczyk |
| 7.  | „Cardio”                             | 4:20 | ENZU           |
| 8.  | „Plac zabaw”                         | 3:47 | 2K             |
| 9.  | „Dym ”                               | 3:51 | Julas          |
| 10. | „Sterylnie” (gośc. Quebonafide)      | 4:15 | 2K             |
| 11. | „Biohazard”                          | 3:18 | Julas          |
| 12. | „Zły sen”                            | 3:45 | 2K             |
| 13. | „Zimne ognie” (gośc. Dj Taek)        | 4:49 | YoungVeteran$  |

## Certyfikaty i sprzedaż
| Data                 | Certyfikat ZPAV    | Sprzedaż |
| -------------------- | ------------------ | -------- |
| 13 grudnia 2017      | złota płyta        | 15 000+  |
| 31 stycznia 2018     | platynowa płyta    | 30 000+  |
| 9 stycznia 2019      | 2× platynowa płyta | 60 000+  |
| 24 lutego 2021       | 3× platynowa płyta | 90 000+  |
| 23 października 2024 | 4× platynowa płyta | 120 000+ |